# Daniel Núñez
Daniel Núñez (né le 12 septembre 1958 à Santiago de Cuba) est un haltérophile cubain.

## Carrière
Daniel Núñez participe aux Jeux olympiques de 1980 à Moscou et remporte la médaille d'or dans la catégorie des poids coqs.